# Чулково (Орловская область)
Чулко́во — село в Новосильском районе Орловской области России. Центр Глубковского сельского поселения.

## Название
Название селения получено от фамилии (возможно владельца) Чулкова. 

## География
Располагается на относительно ровной местности по обеим сторонам автодороги Новосиль — Мценск в 17 км от райцентра Новосиля.

## История

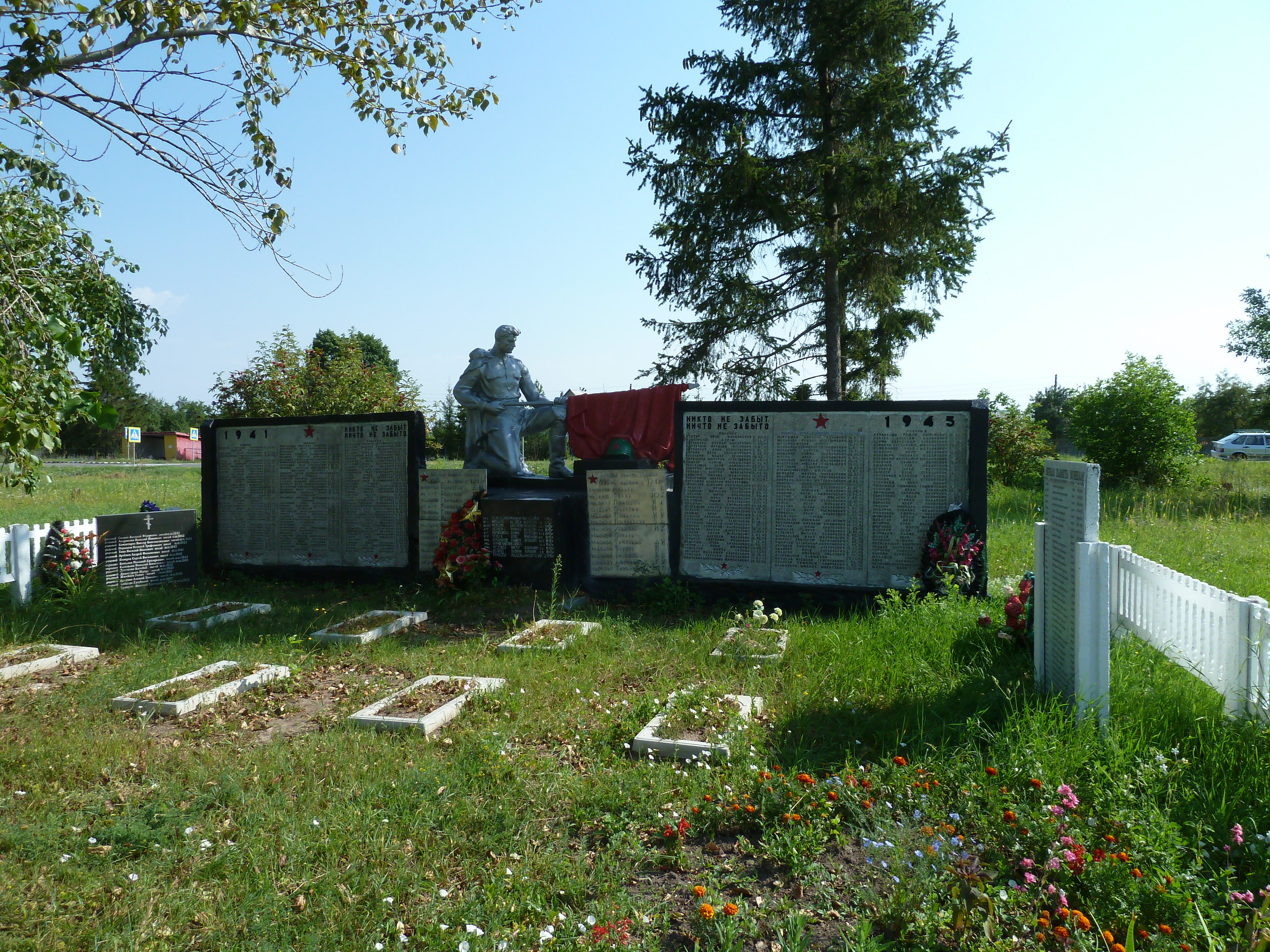
Воинское захоронение

В конце XVI века селение по всей видимости уже существовало. О чём свидетельствует дозорная книга Новосильского уезда за 1614—1615 гг., где указан статус — село: «… село Чулково, Попово тожъ …». Населено помещичьими крестьянами. В Чулково имелся самостоятельный приход, но из-за ветхости храма и малочисленности прихожан упразднился и сельцо было причислено сначала к селу Игумново, затем с 1879 года к Жердево. В 1915 году сельцо насчитывало 79 крестьянских дворов. Имелась церковно-приходская школа. Последним помещиком перед революцией был Соболев А. Н. В 1921 году на помещичьей усадьбе была организована Новосильская опытно-овражная станция, первым директором  которой был Козменко Алексей Семёнович. В 1931 году церковь переоборудовали под школу. С 6 ноября по 28 декабря 1941 года было оккупировано немецкими фашистами. В селе находится захоронение Советских воинов, погибших во время Великой Отечественной войны.  

## Население
| 1857 | 1859 | 1915 | 2002 | 2010 |
| ---- | ---- | ---- | ---- | ---- |
| 486  | ↗549 | ↗839 | ↘245 | ↘222 |